# Äväntäjärvi
Äväntäjärvi är en sjö i Finland. Den ligger i kommunen Orivesi i landskapet Birkaland, i den södra delen av landet, 180 km norr om huvudstaden Helsingfors. Äväntäjärvi ligger 97,1 meter över havet. Arean är 3,39 kvadratkilometer och strandlinjen är 35,03 kilometer lång. Sjön  ingår i Kumo älvs huvudavrinningsområde.   I omgivningarna runt Äväntäjärvi växer i huvudsak blandskog.
I övrigt finns följande i Äväntäjärvi:
- Koskensaari (en ö)
- Antinsaari (en ö)
- Virransaari (en ö)
- Köllinsaari (en ö)
- Nurmiluodonsaari (en ö)
- Kalasaari (en ö)

I övrigt finns följande vid Äväntäjärvi:
- Harolanlahti (en sjö)